# Drowning Mona
Todos la querían... muerta (Drowning Mona en V.O.) es una película de comedia de humor negro estadounidense del año 2000 protagonizada por Danny DeVito como Wyatt Rash, jefe de la policía local de Verplanck (Nueva York) que investiga la misteriosa muerte de Mona Dearly (Bette Midler), una vecina de la localidad, desagradable, maleducada y cruel, que es la mujer más odiada del pueblo, y que murió ahogada cuando cayó al río con el coche de su hijo.

## Argumento
La primera escena de la película muestra a Mona Dearly (Bette Midler) abandonando su casa cogiendo las llaves del coche de su hijo, cuando llega al río Hudson y pisa el freno, los frenos fallan completamente cayendo al río con ella dentro. La escena es observada por Clarence (Tracey Walter) quien estaba por allí pescando. Wyatt (Danny DeVito) nota que en la carretera no hay señales de frenazo, y piensa en un sabotaje.
Su hijo y su esposo, Phil y Jeff (William Fichtner y Marcus Thomas), no parecen afectados por la pérdida de Mona cuando se enteran de la trágica noticia, y no son los únicos del pueblo que reaccionan así. Incluso Ellen (Neve Campbell) va a celebrar su muerte por la manera en que han tratado los Dearly a Bobby (Casey Affleck) a causa del negocio de jardinería. El problema de Bobby con la problemática familia vino por el posible despido de Jeff, aunque siempre ha negado la intención de despedirlo.
Phil y Rona (Jamie Lee Curtis) tienen un affaire a espaldas de Mona, y tras su muerte no dudan en expresar su felicidad pero niegan estar involucrados.
Bobby se reúne con Murph (Mark Pellegrino) y niega haber tenido algo que ver con la muerte de Mona, Bobby le da una cantidad de dineros y después le pide que lo encubra por él.
La investigación de Wyatt le lleva ante Jeff quien acusa a Bobby de haber querido agredir y amenazar a Mona. Lucinda (Kathleen Wilhoite) en el taller le informa a Wyatt que los frenos del coche que llevaba Mona fueron cortados por todos los lados.
Phil le cuenta a Wyatt que ha sido un marido maltratado por Mona, quien le agredió con una sartén después de acusarlo de tener una aventura con otra. El día antes del accidente tuvieron una fuerte discusión.
Bobby le comenta a Wyatt que odiaba a Mona a causa de una discusión por la paga de Jeff además de que Mona no quería permitirle que él disolviera la compañía.
Phil y Jeff madrugan temprano. Mientras, Wyatt se cuela dentro de la casa de los Dearly y descubre que las llaves del coche de Mona y Jeff han sido cambiadas de sitio.
Phil expresa su gratitud a Bobby por matar a Mona. Bobby confiesa ante Ellen que saboteó el coche de Jeff porque Jeff estaba arruinando su negocio. Ellen anuncia instantes después que está embarazada. La conversación es escuchada por Clarence (Tracey Walter)
Phil le comenta ahora a Wyatt que vio a Bobby cerca de la residencia de los Dearly la noche anterior al accidente alegando el no haberlo dicho antes porqué Wyatt y Bobby iban a formar pronto una familia.
Jeff, quien parece estar involucrado también junto a su novia Rona, se encuentra a su padre teniendo un affaire con ella. Más tarde Phil se encuentra a Rona teniendo relaciones con Jeff.
Bobby le cuenta a Wyatt que mona le amenazó y que no había otra forma, incluyó que se escondió el día después del accidente, a lo que Valerie le contesta que no es verdad. Murph intenta encubrir a Bobby en el asunto. Valerie también le dio un cortacésped con las iniciales "JB" en ella.
Phil es hallado muerto en el estanque del Motel. Murph le cuenta a Ellie quien temía que Bobby, que abandonó su casa aquella noche, hubiera vuelto a matar de nuevo. Cuando Rona se entera decide abandonar el pueblo. Un flash back revela que Jeff no quiso ayudar a Phil cuando estaba ahogándose.
La policía descubre que Jeff trataba de suicidarse debido a que Rona lo había abandonado, Jeff también declara que Phil no es su padre biológico y que Mona le pegó con su diestra cuando iba a por una cerveza, pero a pesar de ello no pretendía matar a nadie. Wyatt forcejea con Jeff para quitarle el arma.
Wyatt le aclara en privado a Bobby que Clarence confesó haber matado a Phil porque no podría aguantar la idea de que Bobby fuera a la cárcel, sobre todo teniendo un bebe de camino. Un flashback revela como Phil tras ver a Bobby amañar el coche, bajó él también y corto los demás cables, siendo observado por Clarence, después dentro de casa cambió las llaves de lugar. (Clarence no podía ver a Phil haciéndolo después y presuntamente pensó que Bobby intento matar también a Mona y no a Jeff como se suponía, la fuerte lluvia previno a Clarence de mirar si el coche fue saboteado o si no lo sabía que lo fuera).
Wyatt pide a Bobby que se tranquilice y que se encargue tan solo de cuidar a Ellen y su futuro hijo. En la escena final Bobby y Ellie se casan, y Clarence es detenido.

## Reparto
- Danny DeVito ... Jefe Wyatt Rash
- Bette Midler .... Mona Dearly
- Neve Campbell ... Ellen Rash
- Jamie Lee Curtis ... Rona Mace
- Casey Affleck ... Bobby Calzone
- William Fichtner ... Phil Dearly
- Marcus Thomas ... Jeff Dearly
- Peter Dobson ... Teniente Feege Gruber
- Kathleen Wilhoite ... Lucinda
- Tracey Walter ... Clarence
- Will Ferrell ... Cubby, el director del funeral
- Paul Ben-Victor ... Tony Carlucci
- Paul Schulze ... Jimmy D.
- Mark Pellegrino ... Murph Calzone
- Melissa McCarthy ... Shirley
- Brian Doyle-Murray ... Tom, el gruísta

## Uso de flashbacks
La mayoría de las escenas de la película son flashbacks. La mayor parte de ellas que describen todo lo sucedido anteriormente y posteriormente al accidente no se representan con lo sucedido en la realidad (entiéndase en la ficción). De hecho algunas escenas contradicen unas con otras.